# 陳經猷
陳經猷（？—1653年8月12日（永曆七年七月癸未）），字廷獻，廣西桂林府靈川縣人，明朝、南明政治人物。

## 生平
崇禎十五年（1642年）舉人，歴官兵部職方司主事，出為道州知州，選福建道監察御史、監軍僉事，負責訓練士兵保衛地方。永曆元年（1647年）二月，他得知桂林危急，帶兵支援；靈川遭士兵搶掠，他安撫當地人民。次年三月，清軍再攻桂林，陳經猷與李膺品協助何騰蛟、瞿式耜堅守，終令敵方退兵。後來桂林失守，他和李膺品分別在四都、五都的東南及西北守衛，清兵不敢近。
李定國收復當地，推薦他任職兵部尚書，駐守該處。永曆七年（1653年）五月，桂林再次淪陷，陳經猷家人皆遇害，不久他也在山上自縊而死。

## 引用
1. 1 2  錢海岳《南明史·卷四·本紀第四》：（永曆七年七月）癸未，……靈川四、五都陷，尚書陳經猷、侍郎李膺品死之。
2. 1 2  錢海岳《南明史·卷六十·列傳第三十六》：（陳）經猷，字廷獻，靈川人。崇禎十五年舉於鄉。自職方主事，歷道州知州、福建道御史、監軍僉事，練兵保境。
3. ↑  錢海岳《南明史·卷六十·列傳第三十六》：（永曆）二年，（李膺品）與陳經猷佐（何）騰蛟、瞿式耜力守全桂林……永曆元年二月，聞桂林急，以眾入援。靈當兵衝，諸軍多淫掠，綏輯調護，民得安堵。二年三月，清再攻桂林敗去，經猷之力為多，桂林陷，與膺品於四、五都設守，西北歸膺品，經猷任東南，清兵不敢迫。定國復桂林，薦擢兵部尚書經畧，守桂林。七年五月，桂林再陷，一門死，經猷自經山巖死。